# Hydrodynamik
Hydrodynamik er en undergren af fluidmekanik der beskæftiger sig med væsker i bevægelse.